# Night (filme)
Night é um curta-metragem de animação produzido nos Estados Unidos, dirigido por Walt Disney e lançado em 1930.